# 大滝根山分屯基地
座標: 北緯37度21分54秒 東経140度42分42秒 / 北緯37.36500度 東経140.71167度
大滝根山分屯基地（おおたきねやまぶんとんきち、JASDF Ohtakineyama Sub Base）とは、福島県双葉郡川内村大字上川内字花の内6に所在し、第27警戒隊が配置されている航空自衛隊入間基地の分屯基地である。標高1192mの大滝根山山頂付近にあり、田村市と川内村の境界に位置する。基地内に一等三角点がある。
分屯基地司令は、第27警戒隊長が兼務。

## 配置部隊
中部航空方面隊隷下
- （中部航空警戒管制団）
  - 第27警戒隊

## 沿革
- 1954年（昭和29年） - 福島県原町市（現南相馬市）にて航空自衛隊東部訓練航空警戒隊第9033部隊として展開
- 1955年（昭和30年） - 米軍警戒部隊大滝根山に展開
- 1956年（昭和31年） - 航空自衛隊大滝根山に部隊移動（大滝根山分屯基地創設）
- 1959年（昭和34年） - 米軍から航空自衛隊に移管
- 1961年（昭和36年） - 航空自衛隊中部航空警戒管制団第27警戒群に改編
- 1972年（昭和47年） - J/FPS-1運用開始[1]
- 1995年（平成07年） - J/FPS-3運用開始
- 2009年（平成21年） - J/FPS-3レーダーをJ/FPS-3Aに改修、BMD対処能力付与
- 2021年（令和03年）7月1日 - 第27警戒群が第27警戒隊に改編

## 最寄の幹線交通
- 高速道路：磐越自動車道 小野IC、船引三春IC
- 一般道：国道288号、349号、399号 / 福島県道112号富岡大越線
- 鉄道：JR東日本磐越東線 大越駅、船引駅